# Regilio Tuur
Regilio Benito Tuur (Paramaribo, 12 agosto 1967) è un ex pugile olandese di origini surinamese.
Era un campione dei pesi superpiuma WBO.
Prima di diventare professionista e vincere il titolo mondiale, Tuur ha eliminato l'allora campione del mondo Kelcie Banks al primo turno alle Giochi della XXIV Olimpiade.

## Carriera da professionista
Campione europeo pesi superpiuma EBU nel 1992, vinse il titolo vacante di Campionato del mondo WBO il 24 settembre 1994 dopo aver sconfitto Eugene Speed a punti nella sua città natale, Rotterdam. Tuur mantenne il titolo contro Tony Pep, Pete Taliaferro, Luis Mendoza, Giorgio Campanella, Narciso Valenzuela e José Vida Ramos. Lo ha lasciato vacante nel 1997.